# Републикански път III-1082
Републикански път IIІ-1082 е третокласен път, част от Републиканската пътна мрежа на България, преминаващ изцяло по територията на Благоевградска област. Дължината му е 30,5 km.
Пътят се отклонява надясно при 3,1 km на Републикански път III-108 югоизточно от село Рибник и се насочва на север, нагоре по долината на река Струма, като по цялото си протежение следи западната периферия на долината и източните най-ниски части на планината Огражден и Малешевска планина. Последователно преминава през селата Рибник, Лебница, Струма, Вълково, Драката, Микрево, Горна Крушица и Сливница, пресича река Струма и на левия ѝ бряг, в град Кресна се свързва с Републикански път I-1 при неговия 406,4 km. По протежението си пресича множество реки, десни притоци на Струма, по-големи от които са — Лебница и Цапаревска река.
| Пътища, отклоняващи се надясно (населено място, № на пътя, посока на пътя) | km   | Пътища, отклоняващи се наляво (посока на пътя, № на пътя, населено място) |
| -------------------------------------------------------------------------- | ---- | ------------------------------------------------------------------------- |
| Община Петрич, III-108, 3,1 km →                                           | 0,0  | → 3,1 km, III-108, Община Петрич                                          |
| с. Рибник                                                                  | 0,4  | → с. Рибник, общински път (за с. Богородица)                              |
| Община Сандански                                                           | 2,3  | Община Сандански                                                          |
| с. Лебница                                                                 | 4,3  | с. Лебница                                                                |
| с. Струма                                                                  | 6,1  | с. Струма                                                                 |
| (за 426,2 km на I-1) общински път ←                                        | 10   |                                                                           |
| с. Вълково                                                                 | 12,3 | → с. Вълково, общински път (за с. Палат)                                  |
| Община Струмяни                                                            | 13,8 | Община Струмяни                                                           |
| с. Драката                                                                 | 16,5 | с. Драката                                                                |
| (от с. Струмяни) III-1008, 2 km, с. Микрево →                              | 18,5 | → с. Микрево, 2 km, III-1008 (до ГКПП Струмяни)                           |
|                                                                            | 22,3 | → общински път (за с. Каменица)                                           |
| с. Горна Крушица                                                           | 24,1 | с. Горна Крушица                                                          |
| Община Кресна                                                              | 25,6 | Община Кресна                                                             |
| с. Сливница                                                                | 27,5 | → с. Сливница, общински път (за с. Будилци)                               |
| (до ГКПП Кулата - Промахон) I-1, 406,4 km, гр. Кресна ←                    | 30,5 | ← гр. Кресна, 406,4 km, I-1 (от ГКПП Видин — Калафат)                     |